# Кока, Хесус
Хесус Кока Ногэроль  (исп. Jesús Coca Noguerol; 22 мая 1989, Альмодовар-дель-Рио, Испания) — испанский футболист, вратарь клуба «Лузитанс».

## Биография

### Клубная карьера
Играл за молодёжные команды «Кордовы» и «Атлетико Мадрид». В 2007 году перешёл в «Реал Мадрид C», который выступал в четвёртом дивизионе. В мае 2008 года стал победителем юношеского турнира VFR Pfingstturnier. Летом 2009 года подписал контракт с «Кордовой» из второго дивизиона. В основном Хесус играл за вторую команду. Единственный матч в составе основной команды Кока провёл 4 июня 2011 года против «Жироны» (1:2).
С 2011 года по 2013 год являлся игроком «Лусены», где также не являлся основным вратарём. Летом 2013 года перешёл в «Монтилья», где отыграл полгода в чемпионате Андалусии (пятый по силе дивизион).
В 2014 году стал игроком андоррской «Сан-Жулии». В чемпионате Андорры 2013/14 команда стала бронзовым призёром, а в финале Кубка Андорры она обыграла «Лузитанс» (2:1). В июле 2014 года дебютировал в еврокубках, в двухматчевом противостоянии против сербского «Чукарички» в рамках первого квалификационного раунда Лиги Европы. По сумме двух игр андоррцы уступили со счётом (0:4). В сентябре 2014 года стал победителем Суперкубка Андорры, в финальной игре «Сан-Жулиа» обыграла «Санта-Колому» (1:0). В мае 2015 года в финале Кубка Андорры Кока стал героем матча, отбив удар вратаря соперников Элоя Казальса и забив последний одиннадцатиметровый удар в послематчевых пенальти в ворота «Санта-Коломы». В июле 2015 года вновь сыграл в еврокубках, в двух играх против датского «Раннерса», команда уступила с общим счётом (0:4). Суперкубок Андорры завершился для «Сан-Жулии» поражением от «Санта-Коломы» в серии пенальти. Сезон 2015/16 завершился для команды бронзовыми наградами чемпионата, также «Сан-Жулия» дошла до полуфинала Кубка Андорры, где уступила команде «Энгордань» (1:2).
Летом 2016 года перешёл в «Лузитанс», где тренером был Рауль Каньете, возглавлявший до этого «Сан-Жулию». В июле 2016 года сыграл в первом раунде квалификации Лиги Европы против словенского «Домжале», где его новая команда уступила (2:5 по сумме двух встреч).

### Карьера в сборной
В январе 2004 года был вызван в юношескую сборную Испании до 16 лет. В апреле 2006 года главный тренер сборной до 17 лет Хуан Сантистебан вызвал Коку на юношеский чемпионат Европы в Люксембурге. Кока принял участие лишь в матче за третье место, где Испания обыграла Германию в серии пенальти.

## Достижения
Испания (до 17)
- Бронзовый призёр чемпионата Европы (1): 2006

«Сан-Жулиа»
- Бронзовый призёр чемпионата Андорры (2): 2013/14, 2015/16
- Обладатель Кубка Андорры (2): 2014, 2015
- Обладатель Суперкубка Андорры (2): 2014, 2015